# IC 5233
IC 5233 — галактика типу Sbc (компактна витягнута спіральна галактика) у сузір'ї Пегас.
Цей об'єкт міститься в оригінальній редакції індексного каталогу.